# Música clàssica del segle XX

Laboratori de música futurista a Milà

La música clàssica del segle XX es va veure afectada per un fet revolucionari: una nova manera d'escoltar música degut a les noves tecnologies desenvolupades per a capturar, enregistrar, reproduir i distribuir la música.
Per altra banda, el gran desenvolupament dels mitjans de transport i de comunicació a nivell mundial, han fet que sigui pràcticament impossible parlar de la música del segle XX com una realitat única, obligant a contextualitzar de manera precisa el fenomen musical, no només geogràficament, sinó també a nivell del mitjà de creació i transmissió de la música. Tota la música del període ha estat afectada per l'auge de la música popular.
Així doncs, en comptes de centrar-se estrictament en la producció musical europea del segle xx, la musicologia clàssica s'ha dedicat a l'estudi de la música escrita a partir de la tradició musical europea durant aquest segle.

## Característiques generals

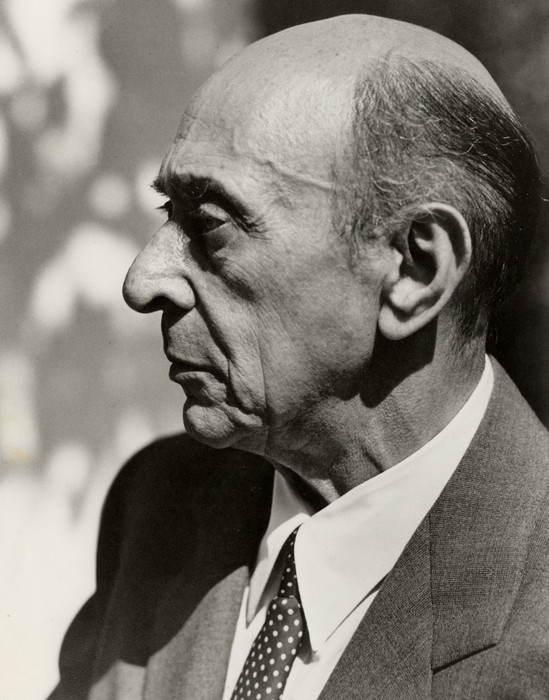
Arnold Schoenberg, Los Angeles, 1948

La música del segle XX és en la seva concepció no només diferent, sinó bàsicament oposada als principis en els que es basava la música en els segles anteriors. Aquest canvi va afectar quasi tots els aspectes en els que treballa el compositor: en els elements melòdics i rítmics, les formes musicals i la instrumentació. Però la mutació més radical i més profunda va ser en el camp harmònic, concretament en la tonalitat.
La música al segle xx va ser molt variada i, per tant, no hi ha cap estil dominant. Tanmateix, una característica destacada de la música clàssica durant aquest període va ser l'increment de l'ús de la dissonància. A causa d'això, aquest segle ha sigut designat a vegades com el “període dissonant", perquè gran part de la seva música va ser una reacció, a favor, o en contra, del període de pràctica comuna (1600-1900), que va fer èmfasi en la consonància.

## Història
Al tombant de segle, la música era característicament d'estil romàntic tardà. Compositors com Gustav Mahler, Richard Strauss i Jean Sibelius estaven superant els límits de l'escriptura simfònica postromàntica. Al mateix temps, el moviment impressionista, encapçalat per Claude Debussy, es desenvolupava a França. Debussy, de fet, detestava el terme impressionisme: "Estic intentant fer "alguna cosa diferent, en certa manera realitats", el que els imbècils anomenen "impressionisme" és un terme tan mal utilitzat com sigui possible, especialment pels crítics d'art". La música de Maurice Ravel, també sovint etiquetada com a impressionista, explora la música en molts estils no sempre relacionats amb ella.
Molts compositors van reaccionar als estils postromàntic i impressionista i es van moure en diferents direccions. Un moment important en la definició del curs de la música al llarg del segle va ser la ruptura generalitzada amb la tonalitat tradicional, efectuada de diverses maneres per diferents compositors durant la primera dècada del segle. D'aquí va sorgir una "pluralitat lingüística" sense precedents d'estils, tècniques i expressió. A Viena, Arnold Schoenberg va desenvolupar l'atonalitat, a partir de l'expressionisme que va sorgir a principis del segle xx. Més tard va desenvolupar la tècnica de dotze tons que va ser desenvolupada més endavant pels seus deixebles Alban Berg i Anton Webern; els compositors posteriors (incloent Pierre Boulez) el van desenvolupar encara més. Stravinski (en els seus últims treballs) també va explorar la tècnica dodeca, com molts altres compositors; de fet, fins i tot Scott Bradley va utilitzar la tècnica en les seves partitures per als dibuixos animats de Tom i Jerry.

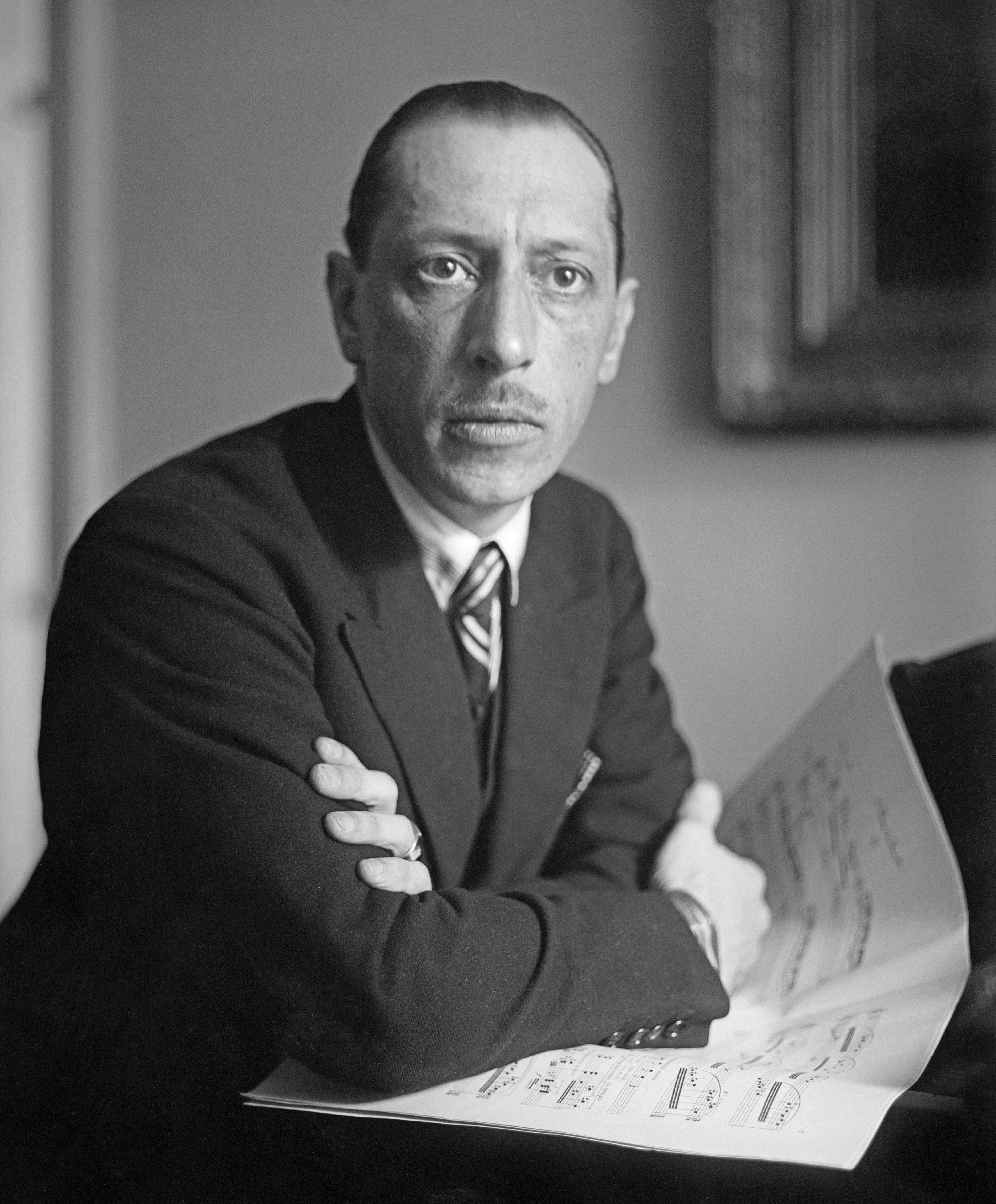
Igor Stravinski

Després de la Primera Guerra Mundial, els compositors van començar a tornar al passat per inspirar-se i van escriure obres que en extreien elements (forma, harmonia, melodia, estructura). Aquest tipus de música es va anomenar així neoclassicisme. Igor Stravinsky ( Pulcinella ), Sergei Prokofiev (Simfonia clàssica), Ravel (Le Tombeau de Couperin), Manuel de Falla (El retablo de maese Pedro) i Paul Hindemith (Simfonia: Mathis der Maler) van produir obres neoclàssiques.
Compositors italians com Francesco Balilla Pratella i Luigi Russolo van desenvolupar el futurisme musical. Aquest estil sovint intentava recrear sons quotidians i situar-los en un context "futurista". La "Música de la màquina" de George Antheil (començant amb la seva Segona Sonata, "The Airplane") i Alexander Mosolov (el més notòriament la seva Iron Foundry) es va desenvolupar a partir d'això. El procés d'ampliació del vocabulari musical explorant tots els tons disponibles es va empènyer encara més amb l'ús de microtons en obres de Charles Ives, Julián Carrillo, Alois Hába, John Foulds, Ivan Wyschnegradsky, Harry Partch i Mildred Couper entre molts altres. Els microtons són aquells intervals que són més petits que un semitó; les veus humanes i les cordes sense trastos poden produir-les fàcilment entre les notes "normals", però altres instruments tindran més dificultats: el piano i l'orgue no tenen cap manera de produir-los, a part de la resintonització i/o la reconstrucció important.
A les dècades de 1940 i 50, els compositors, especialment Pierre Schaeffer, van començar a explorar l'aplicació de la tecnologia a la música en la música concreta. El terme música electroacústica es va encunyar més tard per incloure totes les formes de música que inclouen cintes magnètiques, ordinadors, sintetitzadors, multimèdia i altres dispositius i tècniques electrònics. La música electrònica en directe utilitza sons electrònics en directe dins d'una actuació (a diferència dels sons preprocessats que són sobredoblats durant una actuació), sent Cartridge Music de John Cage un primer exemple. La música espectral (Gérard Grisey i Tristan Murail) és un desenvolupament posterior de la música electroacústica que utilitza anàlisis d'espectres sonors per crear música. Cage, Berio, Boulez, Milton Babbitt, Luigi Nono i Edgard Varèse van escriure música electroacústica.
Des de principis de la dècada de 1950, Cage va introduir elements de l'atzar a la seva música. La música de procés (Karlheinz Stockhausen Prozession, Aus den sieben Tagen; i Steve Reich Piano Phase, Clapping Music) explora un procés particular que es troba essencialment al descobert a l'obra. El terme música experimental va ser encunyat per Cage per descriure obres que produeixen resultats impredictibles, segons la definició "una acció experimental és aquella el resultat de la qual no està previst". El terme també s'utilitza per descriure la música dins de gèneres específics que empenyen els seus límits o definicions, o bé l'enfocament dels quals és un híbrid d'estils dispars, o incorpora ingredients poc ortodoxos, nous i clarament únics.
Les tendències culturals importants sovint van informar la música d'aquest període, romàntica, modernista, neoclàssica, postmoderna o d'altres. Igor Stravinsky i Sergei Prokofiev es van sentir especialment atrets pel primitivisme en les seves primeres carreres, tal com es va explorar en obres com The Rite of Spring i Chout . Altres russos, en particular Dmitri Xostakovitx, van reflectir l'impacte social del comunisme i, posteriorment, van haver de treballar dins de les restriccions del realisme socialista en la seva música. Altres compositors, com Benjamin Britten (War Requiem), van explorar temes polítics a les seves obres, encara que per voluntat pròpia. El nacionalisme també va ser un important mitjà d'expressió a principis de segle. La cultura dels Estats Units d'Amèrica, especialment, va començar a informar un estil vernacular nord-americà de música clàssica, sobretot en les obres de Charles Ives, John Alden Carpenter i (més tard) George Gershwin. La música popular (Cinc variants de Dives i Lazarus de Vaughan Williams, A Somerset Rhapsody de Gustav Holst) i el jazz (Gershwin, Leonard Bernstein, La création du monde de Darius Milhaud) també van ser influents.
A l'últim quart de segle, l'eclecticisme i el poliestilisme van adquirir importància. Aquests, així com el minimalisme, la nova complexitat i la nova senzillesa, s'exploren més a fons als seus respectius articles.

## Estils

###### Estil romàntic
A principis del segle xx, molts compositors van escriure música que era una extensió de la música romàntica del segle XIX, i les agrupacions instrumentals tradicionals com l'orquestra i el quartet de corda van continuar sent les més típiques. Les formes tradicionals com la simfonia i el concert es van mantenir en ús. Gustav Mahler i Jean Sibelius són exemples de compositors que van adoptar les formes simfòniques tradicionals i les van reelaborar. Alguns escriptors sostenen que l'obra de Schoenberg està totalment dins de la tradició romàntica tardana de Wagner i Brahms i, de manera més general, que "el compositor que connecta més directament i completament Wagner final i el segle XX és Arnold. Schönberg".

###### Neoclassicisme
El neoclassicisme va ser un estil conreat entre les dues guerres mundials, que pretenia reviure les formes equilibrades i els processos temàtics clarament perceptibles dels segles XVII i XVIII, en un repudi del que es consideraven gestos exagerats i informes del romanticisme tardà. Com que aquests compositors generalment substituïen la tonalitat funcional dels seus models per una tonalitat, modalitat o atonalitat estesa, el terme sovint s'entén com a paròdia o distorsió de l'estil barroc o clàssic. Alguns exemples famosos inclouen Sergei Prokofiev Simfonia clàssica i Stravinsky Pulcinella, Simfonia de Salms i Concert en mi bemoll "Dumbarton Oaks". Paul Hindemith (Simfonia: Mathis der Maler), Darius Milhaud, Francis Poulenc (Concert champêtre), i Manuel de Falla (El retablo de maese Pedro, Concerto per clavicèmbal) també va utilitzar això estil. El Le Tombeau de Couperin de Maurice Ravel es veu sovint com a neobarroc (una obra arquitectònica terme), tot i que no sempre es fa la distinció entre els termes.

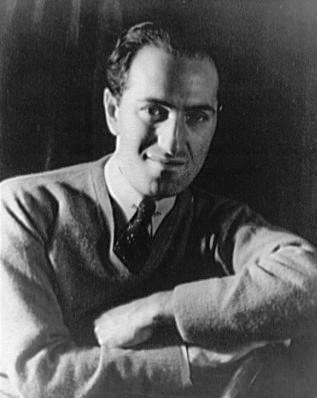
George Gershwin

###### Composició clàssica amb influència del jazz
Diversos compositors van combinar elements del llenguatge jazzístic amb estils compositius clàssics, en particular:
- Malcolm Arnold en dos concerts de clarinet per a Benny Goodman
- Leonard Bernstein a West Side Story i Candide
- Aaron Copland en el seu Concert per a piano i Concert per a clarinet
- George Gershwin a Rhapsody in Blue, An American in Paris, i els seus nombrosos musicals
- Nikolai Kapustin a Suite a l'estil antic
- Constant Lambert a El Rio Grande , i la seva Sonata per a piano i el Concert per a piano i nou instruments
- Darius Milhaud a La création du monde
- Maurice Ravel en el seu Concert per a piano i la Sonata per a violí núm
- Gunther Schuller ( tercer corrent) a Transformació, Concertino, Abstracció i Variants sobre un tema de Thelonious Monk
- John Serry Sr. en el seu American Rapsodia i Concert per a acordió baix lliure
- Dmitri Xostakovitx amb la seva Suite per a l'Orquestra de Jazz núm. 1 i la Suite per a l'Orquestra de Jazz núm. 2
- Igor Stravinsky en el seu Concert de banús

El "Jazz" o la música afroamericana va ser una revolució per a més que només els Estats Units al segle xx. Expressa la divisió entre l'opressor i l'oprimit. El gènere del jazz reflecteix els canvis de la nacionalitat oprimida afroamericana, ja que va ser paral·lel a l'ascens de l'imperialisme, al qual es van oposar molts afroamericans.

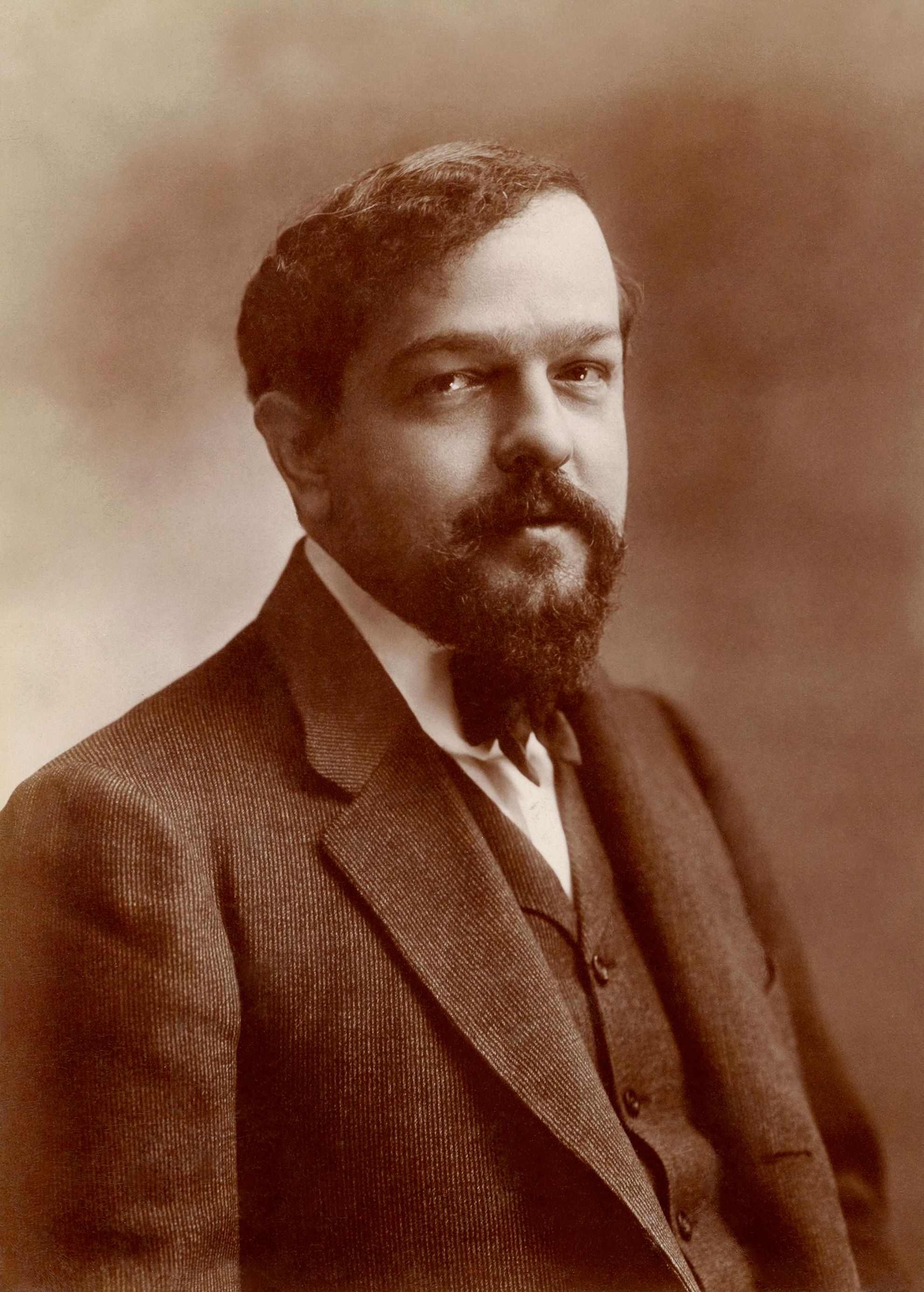
Claude Debussy, c. 1900

## Moviments

### Impressionisme
L'impressionisme va començar a França com una reacció, dirigida per Claude Debussy, contra l'exuberància emocional i els temes èpics del romanticisme alemany exemplificats per Wagner. Segons Debussy, l'art era una experiència sensual, més que una experiència intel·lectual o ètica. Va instar els seus compatriotes a redescobrir els mestres francesos del segle XVIII, per als quals la música estava pensada per encantar, entretenir i servir com a "fantasia dels sentits".
A l'Impressionisme musical es dóna molta importància als timbres, amb els quals s'aconsegueixen diferents efectes i també es caracteritza perquè els temps no són lineals sinó que s'executen en successió d'impressions. Es relaciona d'aquesta manera amb l'Impressionisme pictòric, que aconseguia les imatges mitjançant petites pinzellades de color. Va ser encapçalat pels compositors francesos Claude Debussy i Maurice Ravel, encara que el seu precursor va ser Erik Satie.
Altres compositors associats a l'impressionisme són Maurice Ravel, Albert Roussel, Isaac Albéniz, Paul Dukas, Manuel de Falla, Charles Martin Loeffler, Charles Griffes, Frederick Delius, Ottorino Respighi, Cyril Scott i Karol Szymanowski. Molts compositors francesos van continuar el llenguatge de l'impressionisme durant la dècada de 1920 i més tard, inclosos Albert Roussel, Charles Koechlin, André Caplet i, més tard, Olivier Messiaen. Compositors de cultures no occidentals, com Tōru Takemitsu, i músics de jazz com Duke Ellington, Gil Evans, Art Tatum i Cecil Taylor també han estat fortament influenciats pel llenguatge musical impressionista.

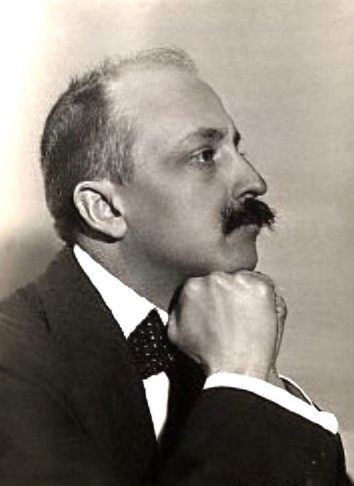
Filippo Tommaso Marinetti

### Modernisme

###### Futurisme
En la seva concepció, el futurisme va ser un moviment artístic italià fundat el 1909 per Filippo Tommaso Marinetti; ràpidament va ser acceptat per l'avantguarda russa. El 1913, el pintor Luigi Russolo va publicar un manifest, L'arte dei rumori (L'art dels sorolls), demanant la incorporació de sorolls de tota mena a la música. A més de Russolo, els compositors directament associats amb aquest moviment inclouen els italians Silvio Mix, Nuccio Fiorda, Franco Casavola i Pannigi (el Ballo meccanico dels quals el 1922 incloïa dues motocicletes), i els russos Artur Lourié, Mikhail Matyushin i Nikolai Roslavets.
Encara que poques de les obres futuristes d'aquests compositors es representen avui dia, la influència del futurisme en el desenvolupament posterior de la música del segle XX va ser enorme. Sergei Prokofiev, Maurice Ravel, Igor Stravinsky, Arthur Honegger, George Antheil, Leo Ornstein i Edgard Varèse es troben entre els compositors notables de la primera meitat del segle que es van veure influenciats pel futurisme. Els trets característics de la música de finals del segle XX amb orígens en el futurisme inclouen el piano preparat, el serialisme integral, les tècniques vocals esteses, la notació gràfica, la improvisació i el minimalisme.

### Lliure dissonància i experimentalisme
A la primera part del segle xx, Charles Ives va integrar les tradicions americanes i europees, així com els estils vernacles i de l'església, alhora que utilitzava tècniques innovadores en el seu ritme, harmonia i forma. La seva tècnica incloïa l'ús de la politonalitat, el poliritme, els grups de tons, els elements aleatoris i els quarts de to. Edgard Varèse va escriure peces molt dissonants que utilitzaven sonoritats inusuals i noms futuristes i de son científic. Va ser pioner en l'ús de nous instruments i recursos electrònics.

### Expressionisme
A finals de la dècada de 1920, tot i que molts compositors van continuar escrivint d'una manera vagament expressionista, va ser suplantat per l'estil més impersonal de la Neue Sachlichkeit alemanya i el neoclassicisme. Com que l'expressionisme, com qualsevol moviment que havia estat estigmatitzat pels nazis, va obtenir una reconsideració simpàtica després de la Segona Guerra Mundial, la música expressionista va ressorgir en obres de compositors com Hans Werner Henze, Pierre Boulez, Peter Maxwell Davies, Wolfgang Rihm i Bernd Alois Zimmermann.

### Música postmoderna

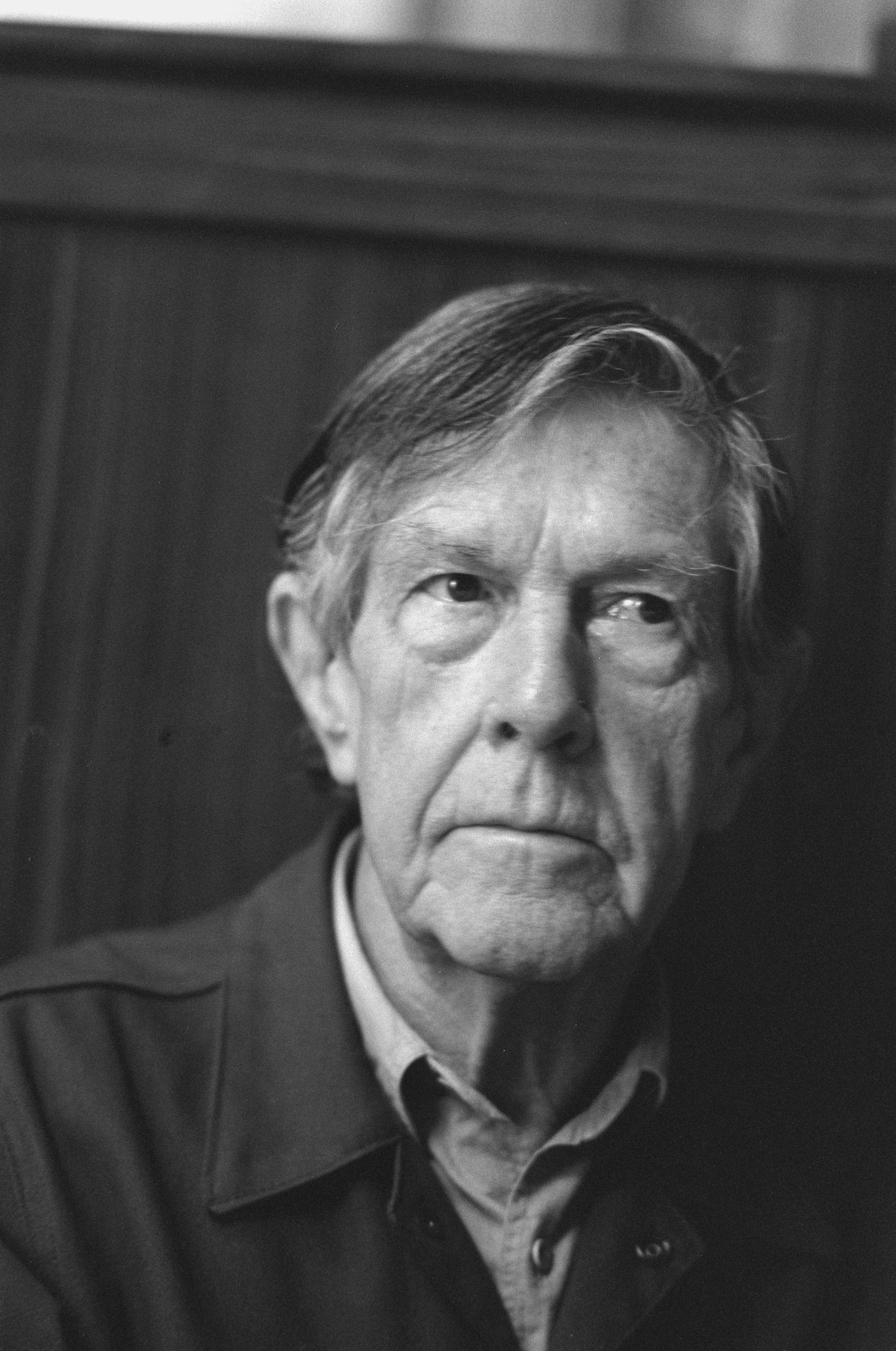
John Cage

El postmodernisme és una reacció al modernisme, però també es pot veure com una resposta a un canvi profund en l'actitud de la societat. Segons aquesta darrera visió, el postmodernisme va començar quan l'optimisme històric (en contraposició al personal) es va convertir en pessimisme, a tot tardar el 1930.
John Cage és una figura destacada de la música del segle xx, reivindicada amb certa justícia tant pel modernisme com pel postmodernisme perquè les complexes interseccions entre modernisme i postmodernisme no es poden reduir a simples esquemes. La seva influència va créixer constantment al llarg de la seva vida. Sovint utilitza elements de l'atzar: Paisatge imaginari núm.4 per a 12 receptors de ràdio i Música dels canvis per a piano. Sonates and Interludes (1946–48) està composta per a un piano preparat : un piano normal el timbre del qual es veu alterat dràsticament col·locant amb cura diversos objectes dins del piano en contacte amb les cordes. Actualment, el postmodernisme inclou compositors que reaccionen contra els estils avantguardistes i experimentals de finals del segle XX com Astor Piazzolla, Argentina, i Miguel del Águila, EUA.

### Minimalisme
A finals del segle xx, compositors com La Monte Young, Arvo Pärt, Philip Glass, Terry Riley, Steve Reich i John Adams van començar a explorar el que ara s'anomena minimalisme, en què l'obra es despulla fins als seus trets més fonamentals; la música sovint presenta repetició i iteració. Un dels primers exemples és In C (1964) de Terry Riley, una obra aleatòria en què els músics escullen frases curtes d'una llista de jocs i es reprodueixen un nombre arbitrari de vegades, mentre que la nota Do es repeteix en corchees (corxa) darrere d'elles.
Les obres de Steve Reich Piano Phase (1967, per a dos pianos) i Drumming (1970–71, per a percussió, veus femenines i piccolo) utilitzen la tècnica anomenada phasing en què una frase interpretada per un intèrpret que manté un ritme constant és tocada simultàniament per un altre. però a un ritme una mica més ràpid. Això fa que els jugadors surtin "desfasats" els uns amb els altres i el rendiment pot continuar fins que tornin a estar en fase. Segons Reich, “ El tambor és l'expansió i el perfeccionament finals del procés de phasing, així com el primer ús de quatre noves tècniques: (1) el procés de substitució gradual dels ritmes per descansos (o descansos per ritmes); (2) el canvi gradual de timbre mentre el ritme i el to es mantenen constants; (3) la combinació simultània d'instruments de diferent timbre; i (4) l'ús de la veu humana per formar part del conjunt musical imitant el so exacte dels instruments”.  El tambor va ser l'últim ús de Reich de la tècnica del phasing.
L'1 + 1 de Philip Glass (1968) utilitza el procés additiu en el qual les frases curtes s'expandeixen lentament. Composicions 1960 de La Monte Young empra tons molt llargs, volums excepcionalment alts i tècniques extramusicals com "dibuixar una línia recta i seguir-la" o "construir un foc". Michael Nyman argumenta que el minimalisme va ser una reacció i fet possible tant pel serialisme com per l'indeterminisme.

## Tècniques

### Atonalitat i tècnica de dotze tons

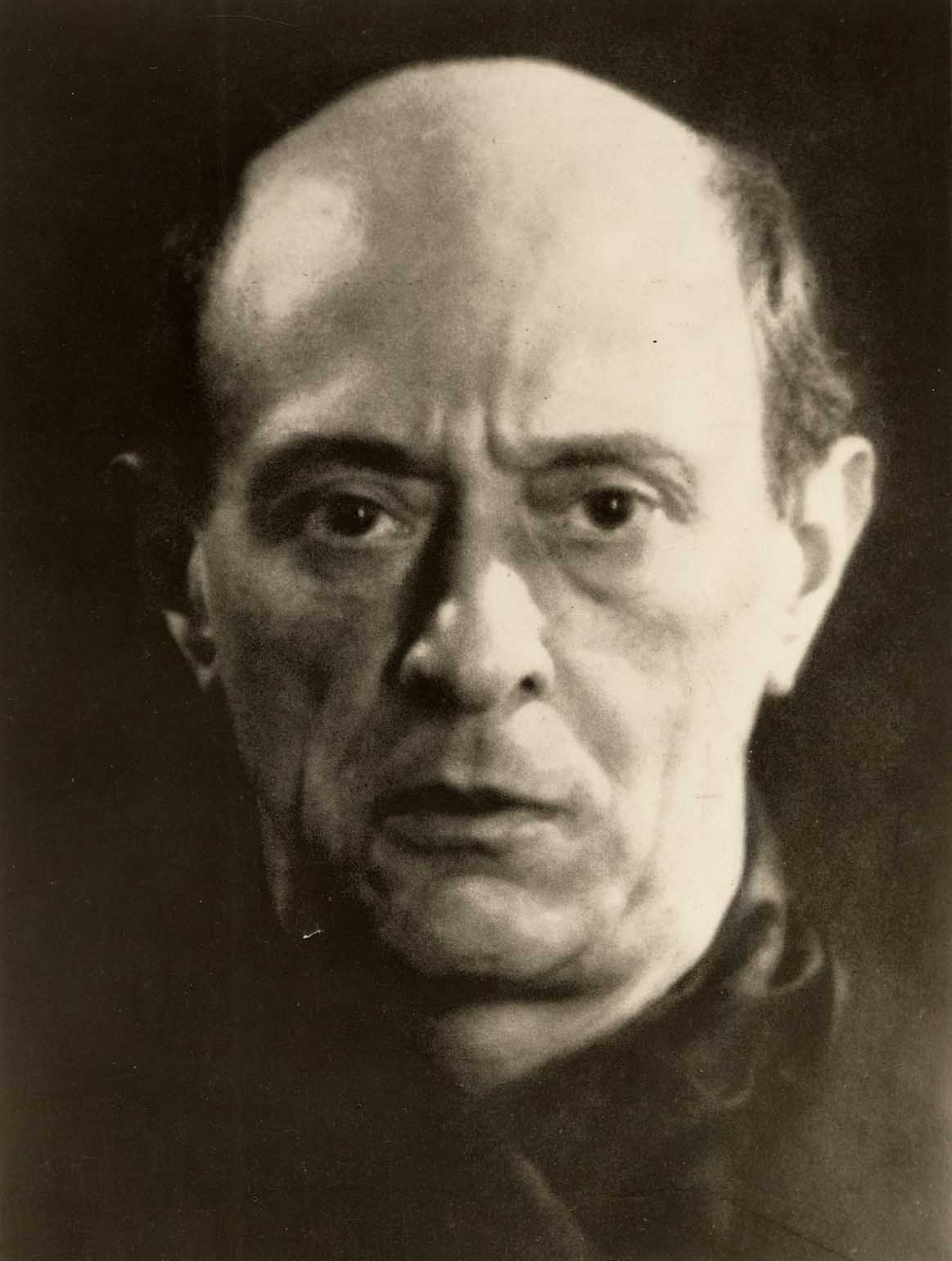
Arnold Schönberg

Arnold Schoenberg és una de les figures més significatives de la música del segle xx. Si bé les seves primeres obres tenien un estil romàntic tardà influenciat per Wagner (Verklärte Nacht, 1899), aquest va evolucionar cap a un modisme àton els anys anteriors a la Primera Guerra Mundial (Drei Klavierstücke el 1909 i Pierrot lunaire el 1912). El 1921, després de diversos anys d'investigació, va desenvolupar la tècnica de la composició en dotze tons, que va descriure per primera vegada en privat als seus associats el 1923. La seva primera obra a gran escala composta íntegrament amb aquesta tècnica va ser el Quintet de vent, op. 26, escrit el 1923–24. Exemples posteriors inclouen les Variacions per a orquestra, op. 31 (1926–28), el tercer i quart quartet de corda (1927 i 1936, respectivament), el Concert per a violí (1936) i el Concert per a piano (1942). En anys posteriors, va tornar de manera intermitent a un estil més tonal (Kammersymphonie núm. 2, començada el 1906 però acabada només el 1939; Variacions sobre un recitatiu per a orgue el 1941).
Va ensenyar a Anton Webern i Alban Berg i aquests tres compositors són sovint coneguts com els membres principals de la Segona Escola Vienesa (Haydn, Mozart i Beethoven —i de vegades Schubert— són considerats com la Primera Escola Vienesa en aquest context). Webern va escriure obres utilitzant un mètode rigorós de dotze tons i va influir en el desenvolupament del serialisme total. Berg, com Schoenberg, va emprar la tècnica de dotze tons dins d'un estil romàntic tardà o postromàntic (Concert per a violí, que cita una coral de Bach i utilitza la forma clàssica). Va escriure dues òperes importants (Wozzeck i Lulu).

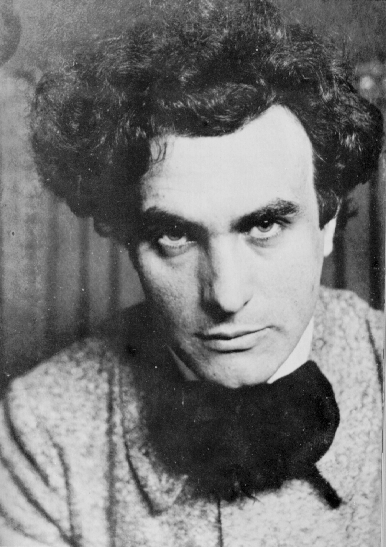
Edgard Varèse, un dels pioners de la música electrònica

### Música electrònica
El desenvolupament de la tecnologia d'enregistrament va fer que tots els sons estiguin disponibles per a un ús potencial com a material musical. La música electrònica es refereix generalment a un repertori de música artística desenvolupat a la dècada de 1950 a Europa, Japó i Amèrica. La creixent disponibilitat de la cinta magnètica en aquesta dècada va proporcionar als compositors un mitjà que permetia gravar sons i després manipular-los de diverses maneres. Tota la música electrònica depèn de la transmissió a través d'altaveus, però n'hi ha de dos grans tipus: la música acúsmàtica, que només existeix en forma gravada destinada a escoltar els altaveus, i la música electrònica en directe, en què s'utilitzen aparells electrònics per generar, transformar o activar sons durant interpretació de músics amb veus, instruments tradicionals, instruments electroacústics o altres dispositius. A partir de 1957, els ordinadors van adquirir una importància creixent en aquest camp. Quan el material d'origen eren sons acústics del món quotidià, s'utilitzava el terme musique concrète; quan els sons eren produïts per generadors electrònics, es va designar música electrònica.
Després de la dècada de 1950, el terme "música electrònica" va començar a utilitzar-se per a tots dos tipus. De vegades, aquesta música electrònica es combinava amb instruments més convencionals, Deserts d'Edgard Varèse (1954), Hymnen de Stockhausen (1969), Wo bist du Licht de Claude Vivier ! (1981) i la sèrie de Sincronismes de Mario Davidovsky (1963–2006) en són exemples notables.

## Altres compositors notables del segle XX
Alguns compositors destacats del segle XX no estan associats a cap escola de composició àmpliament reconeguda. La llista següent inclou alguns d'ells, així com compositors classificables notables no esmentats anteriorment en aquest article:
- Samuel Adler
- Louis Andriessen
- Béla Bartók
- Havergal Brian
- Elliott Carter
- Carlos Chávez
- Edward Elgar
- George Enescu
- Gabriel Fauré
- Morton Feldman
- Brian Ferneyhough
- Alberto Ginastera
- Henryk Górecki
- Sofia Gubaidúlina
- Alan Hovhaness
- Aram Khachaturian
- György Ligeti
- Witold Lutosławski
- Bruno Maderna
- Bohuslav Martinů
- Carl Nielsen
- Krzysztof Penderecki
- Francis Poulenc
- Giacomo Puccini
- Sergei Rachmaninoff
- Alfred Schnittke
- Kaikhosru Shapurji Sorabji
- Patric Standford
- Mikis Theodorakis
- Michael Tippett
- Joan Tower
- Ralph Vaughan Williams
- Heitor Villa-Lobos
- William Walton
- Judith Weir
- Iannis Xenakis

## Corrents importants
- Dodecafonisme
- Gebrauchsmusik
- Microtonalisme
- Música concreta
- Música electrònica
- Música minimalista
- Música serial
- Neoclassicisme